# Sky Investigation
Sky Investigation è un canale televisivo tematico italiano del gruppo Sky Italia dedicato alle serie televisive thriller, crime e noir. Sintonizzato sui canali 114 e 115, è visibile all'interno del pacchetto "Sky TV" con "Sky HD", su Sky Go e Now. Il canale è diretto da Mattia Mariotti.

## Storia
Le trasmissioni del canale sono partite il 1º luglio 2021, in contemporanea con Sky Nature, Sky Serie e Sky Documentaries.

## Programmi

### Serie televisive
- Avvocati di famiglia (st. 1-2)
- Balthazar (st. 4-5)
- The Blacklist (ep. 170-218)
- Bulletproof
- Capitaine Marleau (ep. 25+)
- Carter
- Coroner
- Coyote
- Delitti ai Tropici (st. 2+)
- I delitti della Foresta Nera
- Detective Maria Kallio
- Detective Reyka
- The Equalizer
- Il giustiziere
- Gourmet Detective (ep. 5+)
- Hammarvik - Amori e altri omicidi (st. 2)
- Happy Valley (st. 3)
- Le indagini di Roy Grace (st. 1-2)
- Le indagini di Sister Boniface
- Irish Crime
- L'ispettore Dalgliesh (st. 1)
- Law & Order - I due volti della giustizia (ep. 457+)
- Law & Order - Unità vittime speciali (ep. 490+)
- Little Murders by Agatha Christie (st. 3)
- Loro uccidono - Nel buio della mente
- McDonald & Dodds (st. 1-3)
- I misteri di Aurora Teagarden (ep. 13+)
- I misteri di Whitstable Pearl
- Pagan Peak (st. 2)
- Poquelin & De Beaumont (st. 1-2)
- Private Eyes (st. 5)
- Le regine del mistero (st. 1)
- Signora Volpe
- Scott & Bailey (st. 5)

### Miniserie televisive
- Agatha Christie - Perché non l'hanno chiesto a Evans?
- Il Commissario Gamache - Misteri a Three Pines
- I delitti della bella di notte
- I delitti della gazza ladra
- Le indagini del comandante Saint Barth
- Piedone - Uno sbirro a Napoli
- Professor Wolfe
- The Sister
- The Victim